# 9 d'octubre
El 9 d'octubre és el dos-cents vuitanta-dosè dia de l'any del calendari gregorià i el dos-cents vuitanta-tresè en els anys de traspàs. Queden 83 dies per finalitzar l'any.

## Esdeveniments
Països Catalans
- 1238 - València: Hi entra Jaume el Conqueridor enfront d'una host catalano-aragonesa finalitza la conquesta de la ciutat de València.
- 1705 - Barcelona: els austriacistes prenen la ciutat de Barcelona als borbònics al final del setge de Barcelona.
- 1945 - Sants, Barcelona: Es crea la parròquia de Sant Medir, encara sense seu, compartint culte amb la parròquia de Sant Isidre de l'Hospitalet de Llobregat, fent servir totes dues una petita capella a la carretera de Santa Eulàlia.[1]
- 1977 - València: Manifestació multitudinària per demanar l'estatut d'autonomia per al País Valencià.[2]

Resta del món
- 1709 - Toruń (Polònia): August II de Polònia i Pere I de Rússia signen el Tractat de Thorn de 1709 en el marc de la Gran Guerra del Nord en el qual signen una aliança amb l'acceptació que August torni a tenir la corona del Confederació de Polònia i Lituània.
- 1952 - S'estrena la pel·lícula argentina Las aguas bajan turbias, basada en la novel·la El rio oscuro d'Alfredo Varela.
- 1958 - Vaticà: mor Pius XII.
- 1962 - Uganda: Uganda assoleix la independència.[3]
- 2007 - Quim Monzó llegeix el discurs d'inauguració de la Fira del Llibre de Frankfurt.
- 2020 - El Consell de Pau i Seguretat de la Unió Africana anuncia l'aixecament de la suspensió com estat membre contra Mali que es va imposar fa més de 50 dies arran del cop d'estat de Mali.[4]

### Música
Entre els discs publicats un 9 d'octubre hi ha el Vostè és aquí del grup mallorquí Antònia Font (2012).

## Naixements
Països Catalans
- 1828 - Sabadell: Francesc de Paula Clerch i Margall, eclesiàstic català.
- 1839 - Barcelona: Frederic Soler i Hubert, Serafí Pitarra, dramaturg, poeta i empresari teatral català (m. 1895).[5]
- 1851 - Sabadell: Pau Colomer i Oliver, industrial tèxtil, comerciant, escriptor i promotor de la cultura catalana.
- 1897 - Barcelona: Sebastià Gasch, crític d'art català (m. 1980).[6]
- 1901 - Barcelona: Tomàs Garcés i Miravet, poeta, traductor, advocat i professor universitari català (m. 1993).
- 1912 - Gandia, la Safor: Gonçal Castelló i Gómez-Trevijano, escriptor valencià (m. 2003).
- 1920 - Barcelona: Carlos Pérez de Rozas y Sáenz de Tejada, fotògraf i periodista català.

Resta del món
- 1221 - Parma: Salimbene de Adam, frare franciscà que va escriure una Crònica on descriu l'ascens al Canigó de Pere el Gran (m. després de 1288).[7]
- 1797 - Boudry: Philippe Suchard, mestre xocolater i empresari suís.
- 1835 - París, França: Camille Saint-Saëns, compositor francès (m. 1921).[8]
- 1852 - Euskirche, Imperi Alemany: Hermann Emil Fischer, químic alemany, Premi Nobel de Química 1902 (m. 1919).[9]
- 1858 - Idvor, Banat: Mihajlo Pupin, físic i químic físic serbi i americà (m. 1935).[10]
- 1862 - Istanbul, Imperi Otomà: Fatma Aliye, primera novel·lista turca i pionera del feminisme del seu país (m. 1936).[11]
- 1879 - Coblença (Alemanya): Max von Laue, professor universitari i físic alemany guardonat amb el Premi Nobel de Física l'any 1914.
- 1884 - Przemyśl, Polònia: Helene Deutsch, psicoanalista estatunidenca d'origen jueu, col·laboradora de Freud (m. 1982).[12]
- 1892 - Dolac, Bòsnia i Hercegovina: Ivo Andrić, escriptor bosnià, Premi Nobel de Literatura el 1961 (m. 1975).
- 1900 - Edimburg, Escòcia: Alastair Sim, actor britànic.
- 1918 - Sant Petersburg: Lila Kedrova, actriu nascuda a Rússia que treballà en el cinema francès (m. 2000).[13]
- 1921 - Thomery, Seine-et-Marneː Adrienne Clostre, compositora francesa de música contemporània.[14]
- 1922 - Santiago de Cuba: Olga Guillot, cantant cubana, filla i neta de catalans, que fou coneguda com la reina del bolero (m. 2010).[15]
- 1933 - Londres (Anglaterra): Peter Mansfield, físic anglès, Premi Nobel de Medicina o Fisiologia de l'any 2003 (m. 2017).[16]
- 1940 - Liverpool, Anglaterra: John Lennon, cantant i compositor anglès, membre dels Beatles (m. 1980).[17]
- 1941 - Marsella, França: Jean-Jacques Schuhl, escriptor francès, Premi Goncourt de l'any 2000.
- 1947 - París: France Gall, cantant francesa del moviment ie-ie (m. 2018).[18]
- 1948 - Londres (Anglaterra): Oliver Hart, economista americà, Premi Nobel d'Economia de 2016.[19]
- 1950 - Putney, Vermont (EUA): Jody Williams, mestra nord-americana, Premi Nobel de la Pau de l'any 1997.
- 1953 - París: Sophie Calle, escriptora, fotògrafa i artista conceptual francesa.[20]
- 1955 - Grajewo, Polònia: Andrzej Szczytko, actor i director de teatre polonès.
- 1959 - Sotxi. URSS: Borís Nemtsov, polític liberal rus (m. 2015).[21]
- 1966 - Londres, Anglaterra, Regne Unit: David Cameron, polític conservador britànic i primer ministre del Regne Unit des de l'11 de maig de 2010.[22]
- 1996 - Washington D.C. (EUA): Bella Hadid, model nord-americana.[23]

## Necrològiques
Països Catalans
- 1837 - Barcelona: Marià Vehils i Salvat, advocat, polític i alcalde de Barcelona (n. ca. 1799).
- 1922 - Buenos Aires, Argentina: Josep Rodoreda i Santigós, músic i compositor català (n. 1851).
- 1928 - Barcelona: Ignasi Iglésias i Pujadas, dramaturg i poeta vinculat amb el moviment modernista.
- 1953 - la Vall d'Uixó (la Plana Baixa): Honori Garcia i Garcia, notari, historiador i publicista valencià (57 anys).
- 1954 - Barcelona: Aureli Capmany i Farrés, folklorista català.
- 1974 - Mèxic: Pere Bosch i Gimpera, arqueòleg i prehistoriador català.
- 1997 - Cornellà de Llobregat: Joaquim Vilà i Folch, dramaturg, crític de teatre i folklorista català.[24]
- 2019 - Badalona: Consol Villaubí i Pons, ballarina i coreògrafa catalana (n. 1932).[25]
- 2022 - Barcelona: Josep Soler i Sardà, compositor i assagista català (n. 1935).

Resta del món
- 1390 - Alcalá de Henares, Regne de Castella: Joan I de Castella, rei de Castella i Lleó.
- 1653 - Venècia: Lucrezia Marinelli, humanista i defensora dels drets de les dones (n. 1571).
- 1730 - Paramaribo: Johanna Helena Herolt, pintora alemanya especialitzada en flors, motius vegetals i insectes (n. 1668).[26]
- 1793 - Pequín, Xina: Joseph-Marie Amiot, jesuïta missioner i pintor francès a Pequín (n. 1718).[27]
- 1924: Pequín (Xina): Lin Shu, escriptor i traductor xinès (n. 1852)[28]
- 1932: Madrid: Carmen de Burgos, escriptora, periodista i feminista espanyola (n. 1867).[29]
- 1943 - Amsterdam, Països Baixos: Pieter Zeeman, físic neerlandès, Premi Nobel de Física de 1902 (n. 1865).
- 1944 - Auschwitz-Birkenau: Friedl Dicker-Brandeis, artista i educadora austríaca jueva (n. 1898).[30]
- 1958 - Castel Gandolfo: Pius XII, nom Eugenio Maria Giovanni Pacelli Papa des del 2 de març del 1939 fins al dia de la seva mort (n. 1876).[31]
- 1967
  - La Higuera, Bolívia, Ernesto "Che" Guevara, revolucionari i guerriller argentí-cubà.
  - Neuilly-sur-Seine (França): André Maurois, novel·lista francès (n. 1885).[32]
  - Londres (Anglaterra): Cyril Norman Hinshelwood, químic anglès, Premi Nobel de Química de l'any 1956 (n. 1987).
  - Nova York (Estats Units): Edith Storey, actriu estatunidenca.[33]

- 1970 - Hollywood, EUA: Earl Baldwin, guionista i productor de cinema estatunidenc.
- 1973 - Filadèlfia: Rosetta Tharpe, cantant i guitarrista nord-americana pionera (n. 1915).[34]
- 1974 - Hildesheim, RFA: Oskar Schindler, industrial alemany que salvà 1.200 jueus de l'holocaust.
- 1978 - Bobigny, Illa de França: Jacques Brel, cantant belga.[35]
- 1982 - Londres: Anna Freud, psicoanalista, fundadora de la psicoanàlisi en els nadons (n. 1895).[36]
- 1987 - Brookline, Massachusetts (EUA): William Parry Murphy, metge nord-americà, Premi Nobel de Medicina o Fisiologia de l'any 1934 (n. 1892).
- 1995 - Berwickshire (Anglaterra): Alec Douglas-Home, polític anglès, Primer Ministre del Regne Unit (1963-1964) (n. 1903).[37]
- 2006 - Cholet (Maine-i-Loira), Danièle Huillet, cineasta francesa, autora d'una filmografia lliure i radical (n. 1936).[38]
- 2009 - Yverdon-les-Bains (Suïssa): Jacques Chessex, novel·lista, poeta, editor i pintor suís, escriptor en francès. Premi Goncourt de novel·la l'any 1973, per l'Ogre i de poesia l'any 2004 (n. 1934).

- 2015 - Memphis, Tennessee: Koopsta Knicca, raper estatunidenc, membre del grup de rap Three 6 Mafia.[39]
- 2016 - Varsòvia, Polònia: Andrzej Wajda, director de cinema polonès.[40]
- 2018 - Brandford, Connecticut (Estats Units): Thomas Arthur Steitz, químic nord-americà, Premi Nobel de Química de 2009.

## Festes i commemoracions
- Santoral: sants Abraham, patriarca, i Sara; Dionís de París, màrtir; Demetri d'Alexandria (sant), bisbe; Teofrid d'Albi, abat de Corbie; Sabí de Bigorra, eremita; Joan Leonardi, fundador de l'Orde de Clergues Regulars de la Mare de Déu; Lluís Bertran, dominic; venerable Pius XII; només per als ortodoxos, Gedeó, jutge (correspon al 26 de setembre julià); Robert Grosseteste (només Església Anglicana).
- Diada Nacional del País Valencià
- Celebració de Sant Dionís a València i rodalia, amb la popular Mocadorada i dia dels enamorats per a molts valencians.